# 中华盾蕨
中华盾蕨（学名：Neolepisorus sinensis）为水龙骨科盾蕨属下的一个种。